# Malo Središte
Malo Središte (izvirno srbsko Мало Средиште) je naselje v Srbiji, ki upravno spada pod Občino Vršac; slednja pa je del Južnobanatskega upravnega okraja.

## Demografija
V naselju živi 101 polnoletni prebivalec, pri čemer je njihova povprečna starost 44,5 let (43,3 pri moških in 45,5 pri ženskah). Naselje ima 45 gospodinjstev, pri čemer je povprečno število članov na gospodinjstvo 2,67.
To naselje je v glavnem romunsko (glede na popis iz leta 2002), a v času zadnjih treh popisov je opazno zmanjšanje števila prebivalcev.
|  |

| Demografija | Demografija     | Demografija     |
| Leto        | Št. prebivalcev | Št. prebivalcev |
| ----------- | --------------- | --------------- |
|             |                 |                 |
|             |                 |                 |
|             |                 |                 |
|             |                 |                 |
| 1948        | 436             |                 |
| 1953        | 435             |                 |
| 1961        | 405             |                 |
| 1971        | 295             |                 |
| 1981        | 223             |                 |
| 1991        | 161             | 146             |
| 2002        | 146             | 120             |
|             |                 |                 |

| Etnična sestava po popisu iz leta 2002 | Etnična sestava po popisu iz leta 2002 | Etnična sestava po popisu iz leta 2002 | Etnična sestava po popisu iz leta 2002 | Etnična sestava po popisu iz leta 2002 |
| -------------------------------------- | -------------------------------------- | -------------------------------------- | -------------------------------------- | -------------------------------------- |
| Romuni                                 | Romuni                                 |                                        | 95                                     | 79,16%                                 |
| Srbi                                   | Srbi                                   |                                        | 15                                     | 12,5%                                  |
| Madžari                                | Madžari                                |                                        | 6                                      | 5,0%                                   |
| Muslimani                              | Muslimani                              |                                        | 2                                      | 1,66%                                  |
| Hrvati                                 | Hrvati                                 |                                        | 1                                      | 0,83%                                  |
| Jugoslovani                            | Jugoslovani                            |                                        | 1                                      | 0,83%                                  |
| Neznano                                | Neznano                                |                                        | 0                                      | 0,0%                                   |